# کومتار
کومتار (انگلیسی: Komtar) ساختمان اداری ۶۸ طبقه مستقر در شهر پنانگ، مالزی است، که در سال ۱۹۸۷ احداث گردید.